# Trockentrenntoilette
Trockentrenntoiletten sind Sanitärlösungen, die ohne Wasser funktionieren. Zudem wird die Trennung des Körpers aufrechterhalten: Urin und Fäzes werden separat gesammelt.
Trockentrenntoiletten sind ein Spezialfall der Trockentoiletten bzw. der Trenntoiletten und stellen eine Alternative zu herkömmlichen, wassergespülten Toiletten dar. Sie fallen zumeist unter den Normungsrahmen der DIN 30762:2022 „Vorgefertigte Sanitärsysteme ohne Anschluss an Wasserversorgung und Kanalisation – Anforderungen und Produktmerkmale“.

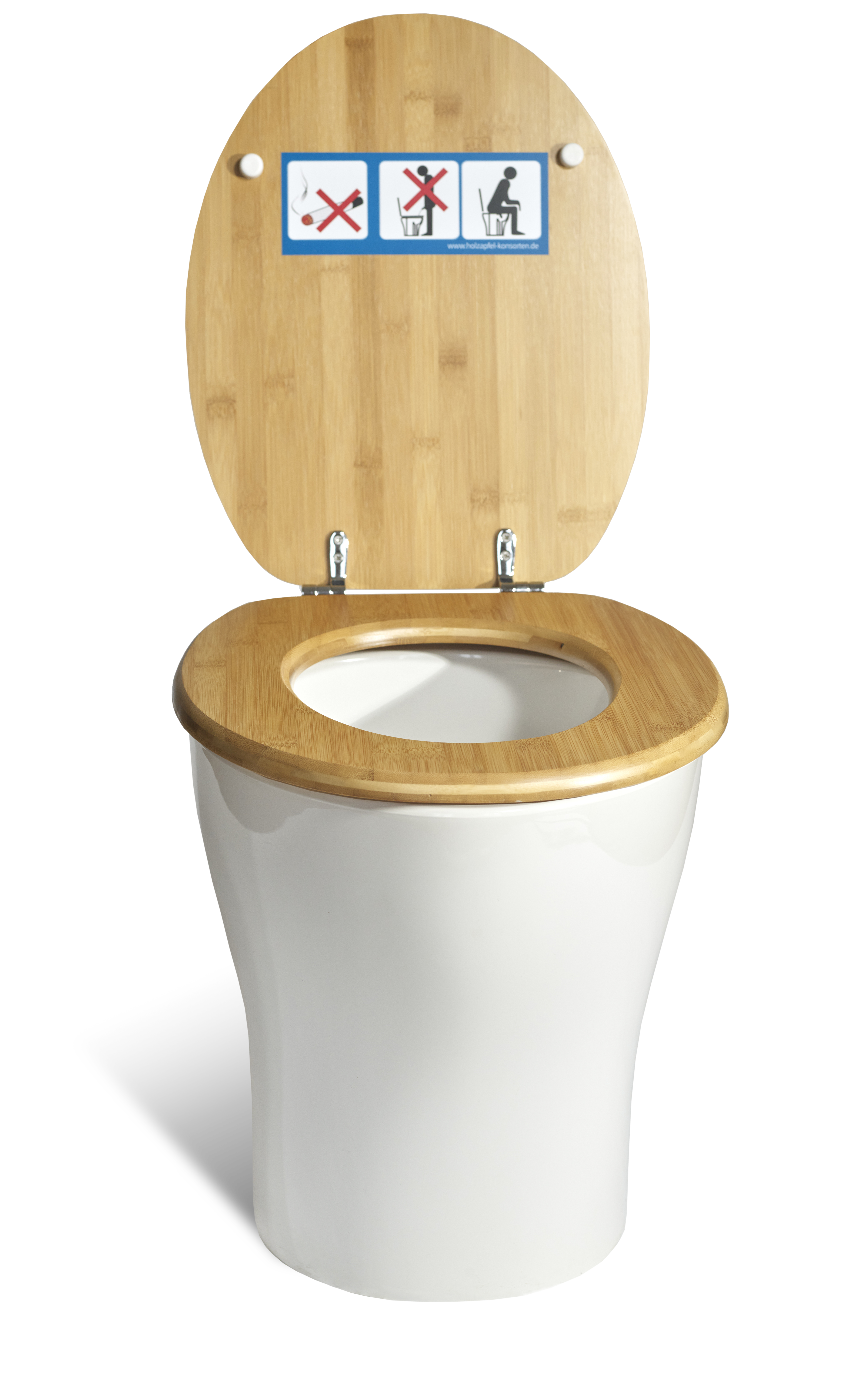
Eine Trockentrenntoilette von vorne

Manche Trockentrenntoiletten sind auch Komposttoiletten mit Urintrennung.

## Begriffserklärungen
Trockentrenntoiletten haben verschiedene Abkürzungen: Die zwei Bekanntesten sind TTC und TTT. Die beiden T's stehen jeweils für Trocken bzw. Trenn und werden hier direkt noch einmal etwas ausführlicher erläutert. Das letzte T steht bei TTT, wie es auch in der Norm beschrieben wird, für Toilette. Während es bei einigen Herstellern der letzte Buchstabe ein C ist. Das C steht hierbei für das englische Wort closet und soll an das WC (engl. water closet, Wasserklosett) erinnern.

### Trocken
Eine Trockentoilette verzichtet auf Wasser als Spülmedium. Auf diese Weise kann der Wasserverbrauch in einem durchschnittlichen, deutschen Haushalt um 27 % reduziert werden. Diese Lösung ist vor allem beim Urinal, also einem Trockenurinal, bereits bekannt. Durch den Verzicht auf Wasser können diese Toiletten auch in Regionen mit wenig Wasser sicher eingesetzt werden. Dies kann gerade im globalen Süden wichtig sein, da es hier oft noch generell an Toilettenlösungen scheitert.

### Trenn
Eine Trenntoilette separiert die Ausscheidungen. Die Trennung kann durch verschiedene physikalische Verfahren erfolgen. Zum einen kann durch den Teekanneneffekt der Urin über einen eigenen Auslass geleitet werden. Die Feststoffe wie auch das Toilettenpapier werden mit Spülwasser wie gewohnt entsorgt. Zum anderen kann eine Trennung über die Anatomie des Menschen erfolgen. In diesem Fall hat eine entsprechende Trenntoilette zwei unterschiedliche Abläufe. Vorne ist ein Loch für den Urin, da dieser den menschlichen Körper vorne verlässt und hinten ein zweites Loch für das Klopapier und die Feststoffe, welche der Körper hinten ausscheidet. Die beiden Stoffströme fließen bzw. fallen dann in zwei separate Behälter.

### Abgrenzung
Trockentrenntoiletten werden auch häufig mit Komposttoiletten oder nachhaltigen Sanitärsystemen (NASS) gleichgesetzt. TTT sind immer auch nachhaltige Sanitärsysteme, wobei der Begriff nachhaltige Sanitärsystem noch einen deutlich größeren Bereich beinhaltet. Des Weiteren sind nicht alle Trockentrenntoiletten auch Komposttoiletten. Das Kompostieren von menschlichen Fäkalien ist in Deutschland bisher nur in Feldversuchen mit Sondergenehmigung erlaubt. Daher ist der Begriff Komposttoilette in vielen Fällen auch irreführend, zumindest in Bezug auf die Rechtsgrundlage in Deutschland.
Eine Trockentrenntoilette ist im Normalfall auch von einer klassischen Latrine zu unterscheiden. Bei einer modernen Trockentrenntoilette nach der DIN 30762 wird eine ständige Ventilation vorausgesetzt, sodass es im Toilettenraum zu keiner negativen Geruchsbildung durch die im Behälter gelagerten Fäkalien kommen kann.

## Richtlinien
Trockentrenntoiletten benötigen durch den Wegfall des Wassers teilweise andere Richtlinien als herkömmliche Wasserspültoiletten. Deswegen ist hier eine eigene Norm entstanden mit dem Ziel, „durch Kriterien für das Design und bauliche Anforderungen ein hohes Maß an Qualität, Komfort und Sicherheit zu erreichen und zu erhalten.“
Es gibt in dieser Norm verschiedene Kategorien in Bezug auf die Funktionsprinzipien und Anwendungsbereiche. Jedoch sind in der DIN-Norm auch Mindestanforderungen festgeschrieben. Diese betreffen unter anderem Geruchslosigkeit, Dichtigkeit, Qualität und Quantität der zu behandelnden Stoffströme, Lebensdauer und Stabilität der Materialien, Benutzersicherheit, Reinigungsleistung und Ressourcenrückgewinnung.

## Aufbau

### Toilettenstuhl

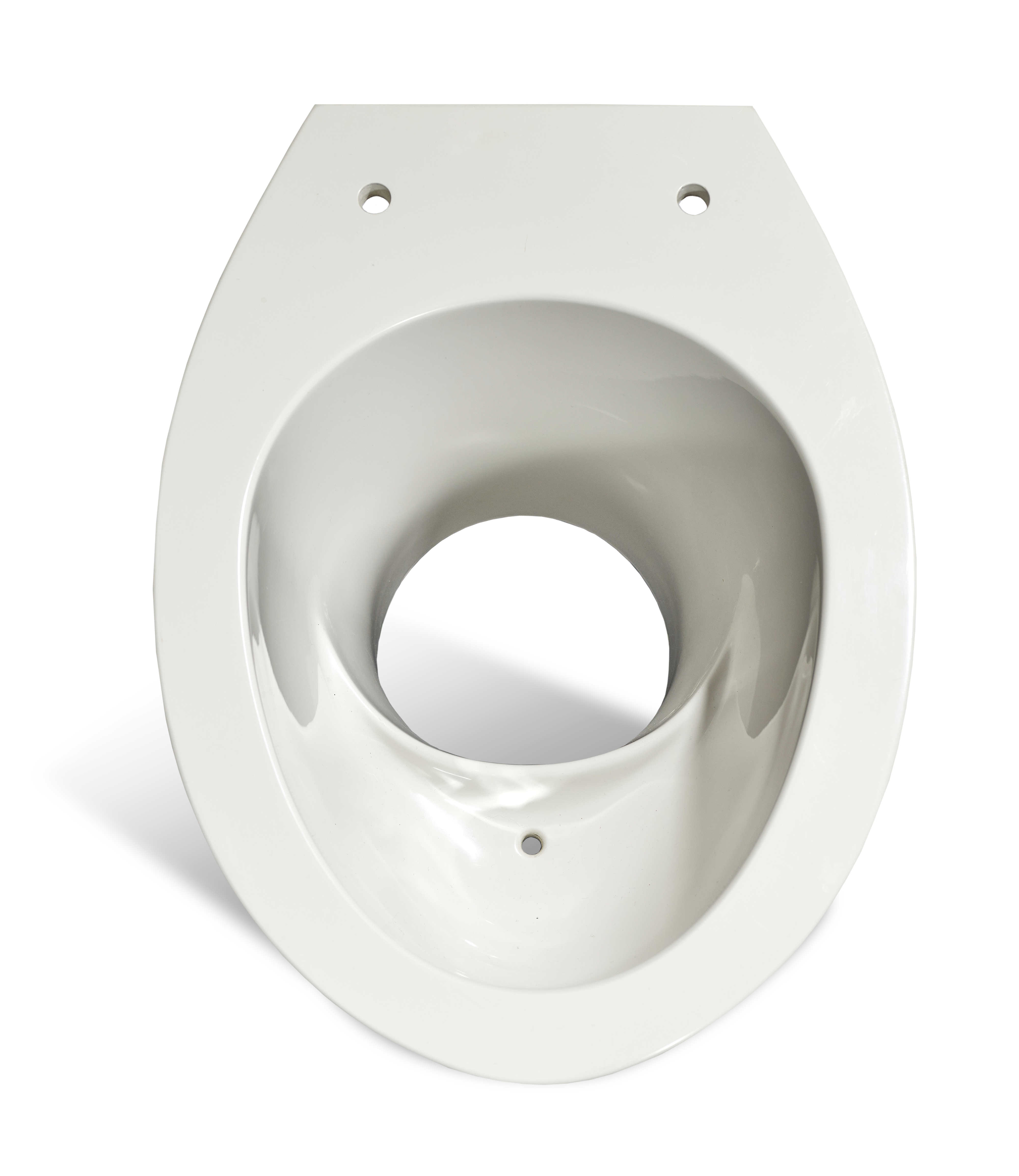
Die Trennung einer Trockentrenntoilette von oben

Der Stuhl einer Trockentrenntoilette nutzt die Anatomie des menschlichen Körpers, welcher die verschiedenen Ausscheidungen separat sammelt und ausscheidet. Im Stuhl ist vorne ein kleines Loch für den Urin und ein größeres Loch im hinteren Teil, wie im Bild rechts zu erkennen ist. Die beiden Löcher sind über einen Damm voneinander getrennt. Der Urin wird im vorderen Bereich aufgefangen und über das kleine Loch und Schläuche abgeleitet. Die Fäzes fallen durch das größere Loch direkt in den vorgesehenen Behälter. Die nutzende Person muss sich zwar richtig hinsetzen, um die Separation zu gewährleisten. Jedoch ist kein Positionswechsel zwischen dem Urinieren und dem Defäkieren notwendig. Es kann in einigen Fällen passieren, dass ein bisschen Urin in den Bereich für Fäzes fließt, dies ist nicht problematisch.

### Behälter / Lagerung
Die Behälter können sehr unterschiedlich sein, sowohl was die Größe als auch das Material angeht. Trockentrenntoiletten aus Kunststoff und Holz als Campingtoiletten sind häufig nur auf einige Benutzungen ausgelegt, während große Betonbehälter für mehrere tausende Nutzungen im öffentlichen Bereich genutzt werden. Größe, Material und Aufbau des Behälters definieren auch die Lagerungsdauer der Ausscheidungen. Je nach Bauart sind auch die klimatischen Bedingungen relevant. Die Behälter müssen außerdem so konzipiert sein, dass sie vollkommen dicht sind, da sonst das Grundwasser belastet werden könnte. Bei den Behältern bzw. der Lagerung muss außerdem darauf geachtet werden, dass es für Insekten keine Möglichkeit gibt, sich in diesen auszubreiten.

### Spülung
Im Gegensatz zu einer herkömmlichen Toilette muss bei einer Trockentrenntoilette nicht gespült werden. Lösungen, die mit Einstreu (Komposttoiletten) funktionieren, müssen nach dem Stuhlgang mit Rindenmulch oder ähnlichem bedeckt werden. Bei TTCs mit Ventilation muss häufig nichts gemacht werden, sondern man „geht einfach“.

### Barrierefreiheit
Eine Trockentrenntoilette kann ähnlich wie ein herkömmliches WC auch als barrierefreie Version bereitgestellt werden.

### Wasserlose Urinale
Trockentrenntoiletten können mit Trockenurinalen kombiniert werden. Auf diese Weise wird das Risiko einer Fehlnutzung durch den Mann reduziert, da diese dazu tendieren, im Stehen zu urinieren. Bei einer Trockentrenntoilette wird empfohlen, dass sich alle auf den Toilettenstuhl setzen.

### Entleerung
Eine Entleerung der Behälter ist je nach Bauart des Sammelbehälters unterschiedlich. Die Urinbehälter können hierbei einfach abgepumpt oder abgesaugt werden, da der Urin flüssig ist. Frische Fäzes haben einen Wassergehalt von etwa 75 %. Diese können somit in häufigen Fällen zusammen mit dem Toilettenpapier ebenfalls abgepumpt werden. Hierzu sind herkömmliche Saugfahrzeuge ausreichend.

## Gesundheitsaspekte
Für den Benutzer sind Trockentrenntoiletten bei normaler Nutzung ähnlich hygienisch und sicher wie herkömmliche Toiletten. Durch den Wegfall des Spülvorgangs ist die Verbreitung von Aerosolen mit Clostridium difficile in den Toilettenraum deutlich geringer.
Die Betreiber der Trockentrenntoilette können jedoch durch den direkten Umgang mit den Ausscheidungen höheren Risiken ausgesetzt werden. Jedoch besteht hier eine geringere Gefahr als bei einer klassischen Latrine.
Für die Nutzung der Exkremente gibt es in Deutschland zurzeit keine Genehmigung. Es gibt jedoch von der WHO eine Richtlinie für die sichere Verwendung von Abwasser, Exkrementen und Grauwasser.

## Kosten
Die Kosten für eine Trockentrenntoilette variieren sehr stark zwischen verschiedenen Anbietern und Bautypen in Deutschland. Camping-Versionen gibt es ab einigen hundert Euro, während komplette Anlagen mit Haus auch mehrere zehntausend Euro kosten können.
Im Vergleich zu einer wassergespülten Anlage und den entsprechenden Anschluss an die Infrastruktur (Abwasserkanal etc.) sind die Kosten häufig deutlich geringer. Dennoch sollten diese in jedem Einzelfall betrachtet werden. Speziell im öffentlichen Sektor sind Anschlüsse für einzelne Toilettenanlagen häufig sehr teuer.
Ein weiterer Kostenvorteil einer Trockentrenntoilette ist die geringe Menge an Fäkalien bzw. Abwasser im Vergleich zu einer wassergespülten Toilette mit einer Sammelgrube. Durch den Wegfall des Spülwassers von ca. 13.000 Litern pro Person pro Jahr, reduziert sich die reine Ausscheidungen auf jährlich ca. 600 Litern pro Person. Die notwendigen Behälter wie auch das abzupumpende Material wird auf ca. 5 % reduziert. Neben einer Trockentrenntoilette werden teilweise noch Pflanzenkläranlagen benötigt, um anfallendes Grauwasser aus Waschen und Spülen zu reinigen.
Im Vergleich zu einfachen Latrinen sind die Herstellkosten teurer. Der Aufwand einer Latrinenleerung sowie der Schutz der Mitarbeiter ist jedoch höher. Auch der Neubau einer Latrine kann ein erheblicher Kostenfaktor sein. Beide Punkte sollten daher beachtet werden.